# Tammela
Tammela est une municipalité du sud-ouest de la Finlande, dans la région du Kanta-Häme.

## Histoire
La première mention du lieu date de 1423. Au XVIIe siècle, Tammela se fait connaître en fournissant au roi de Suède une proportion significative de ses cavaliers hakkapélites qui s'illustrent pendant la Guerre de Trente Ans.
La commune est fondée en 1868, puis Forssa en est séparée en 1923. Elle a connu depuis plusieurs modifications de ses frontières.

## Géographie
La municipalité a 6 546 habitants (31 août 2012) pour une superficie de 715,12 km2 dont 74,72 km2 d'eau douce.
Malgré le développement de petites industries, Tammela reste encore largement une commune agricole assez pauvre, le sol peu fertile et accidenté du Häme ne favorisant pas les rendements élevés. En contrepartie, elle compte des paysages très préservés, que ce soit la rive orientale du grand lac Pyhäjärvi (parc de Saari), ou les deux parcs nationaux de Liesjärvi et de Torronsuo, le dernier étant le plus grand marais encore à l'état sauvage du Sud de la Finlande. La proximité des grandes villes couplée à ce paysage préservé ont permis l'installation de 3 200 maisons de vacances, qui représentent un bol d'air considérable pour l'économie de la commune.
Les municipalités limitrophes sont Jokioinen au sud-ouest, Forssa à l'ouest (8 km de centre à centre), Urjala au nord (Pirkanmaa), Kalvola et Hattula au nord-est, Renko et Loppi à l'est, Karkkila et Nummi-Pusula au sud-est (Uusimaa) et enfin Somero au sud (Finlande du Sud-Ouest).

## Transports
La commune est traversée par la  route nationale 2 (Helsinki-Pori), par la route nationale 10 (Turku-Hämeenlinna)  ainsi que par la kantatie 54 qui relie Forssa et Riihimäki.
Tammela est reliée a Forssa par la route régionale 283.
Tammela est traversée par la route des bœufs du Häme.

## Démographie
Depuis 1980, l'évolution démographique de Tammela est la suivante:
| Année      | 1980  | 1985  | 1990  | 1995  | 2000  | 2005  | 2010  |
| ---------- | ----- | ----- | ----- | ----- | ----- | ----- | ----- |
| population | 5 561 | 5 651 | 5 912 | 6 156 | 6 362 | 6 505 | 6 591 |

| Année      | 2015  | 2020  |
| ---------- | ----- | ----- |
| population | 6 280 | 6 016 |

## Politique et administration

### Conseil municipal
Les 27 conseillers municipaux sont répartis comme suit:
| Parti     | Parti                              | Sièges 2021–2025 |
| --------- | ---------------------------------- | ---------------- |
|           | Parti social-démocrate de Finlande | 5                |
|           | Parti de la Coalition nationale    | 6                |
|           | Alliance de gauche                 | 0                |
|           | Vrais Finlandais                   | 3                |
|           | Ligue verte                        | 1                |
|           | Chrétiens-démocrates               | 1                |
|           | Parti du centre                    | 8                |
|           | Mouvement maintenant               | 0                |
|           | Meidän Tammela yhteislista         | 3                |
| Sources : |                                    |                  |

## Lieux et monuments
La direction des musées de Finlande a classé sept lieux de Tammela parmi les sites culturels construits d'intérêt national en Finlande.
Ce sont la route Hämeen härkätie, la ferme traditionnelle de Korteniemi, l'institut agricole de Mustiala, le manoir de Saari, le parc populaire de Saari, l'église de Tammela ainsi que les villages de Teuro et Torro.
Tammela compte aussi le parc national de Torronsuo et le parc national de Liesjärvi.

## Galerie

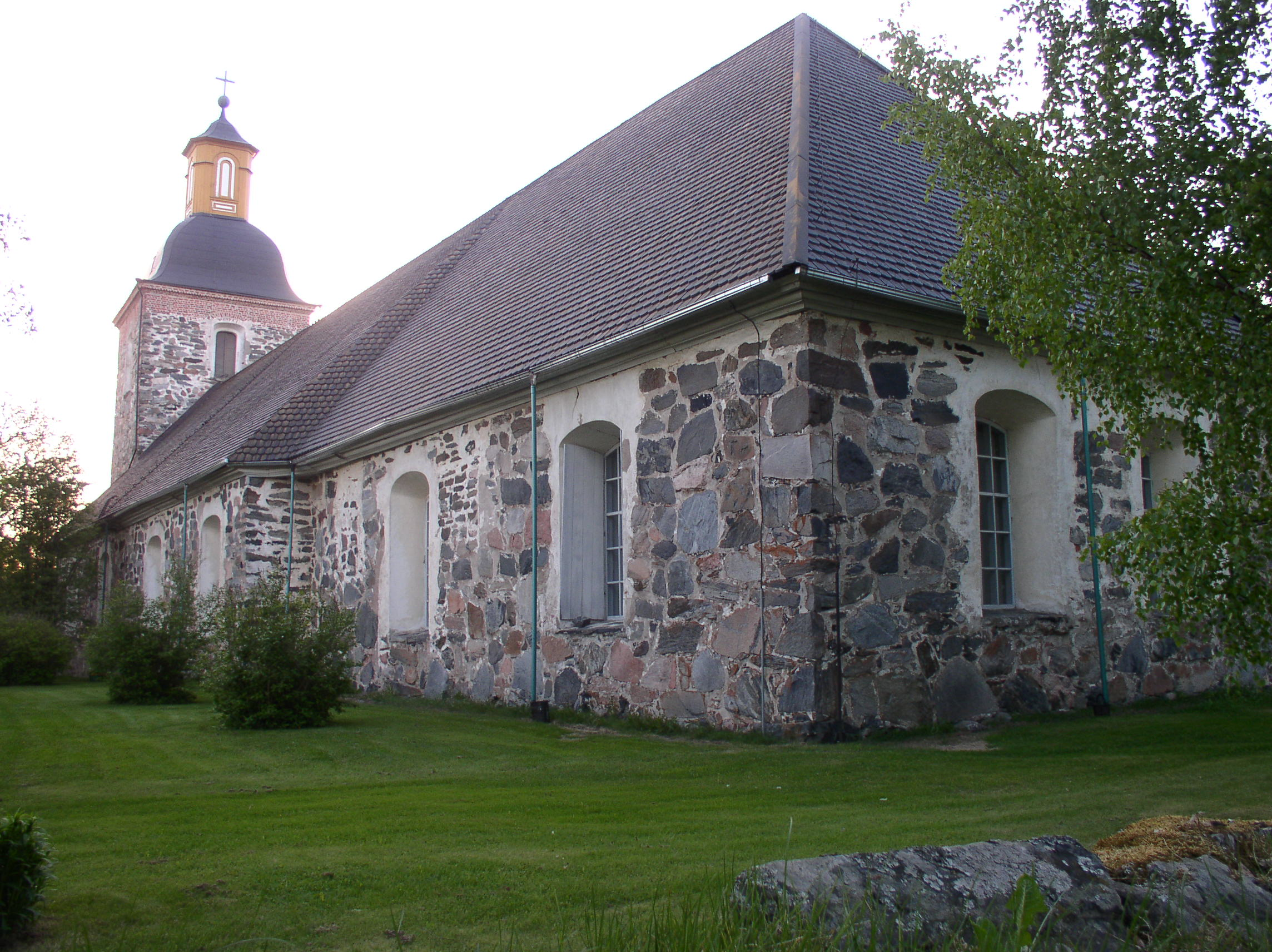
Église de Tammela.
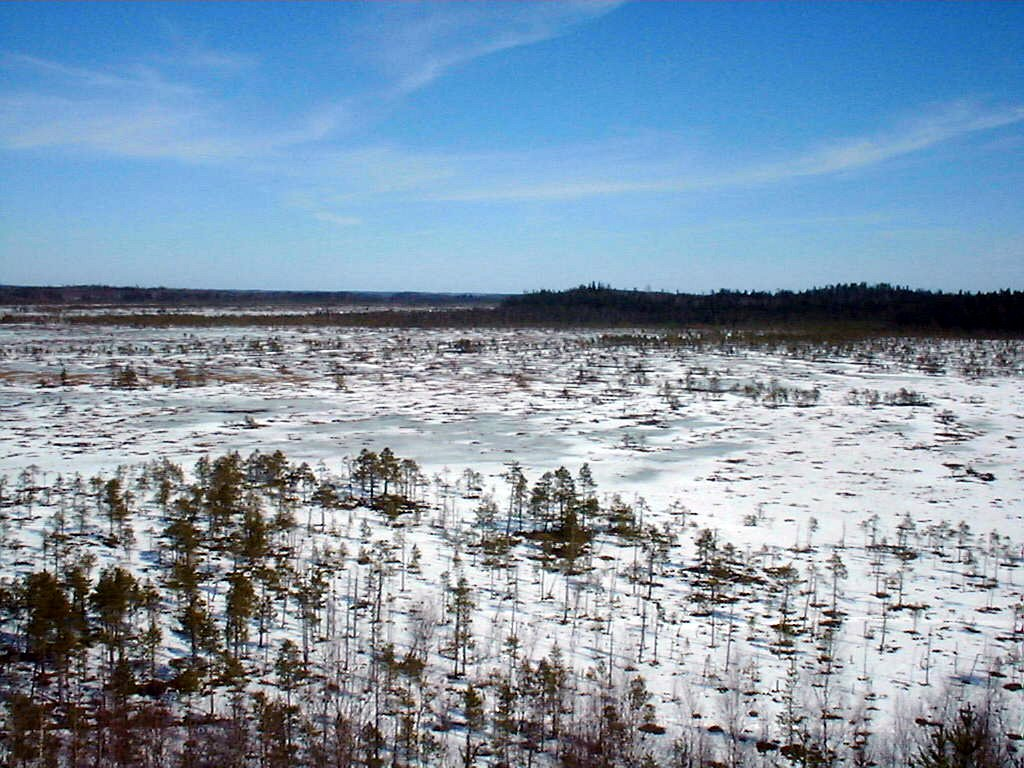
Parc national de Torronsuo.
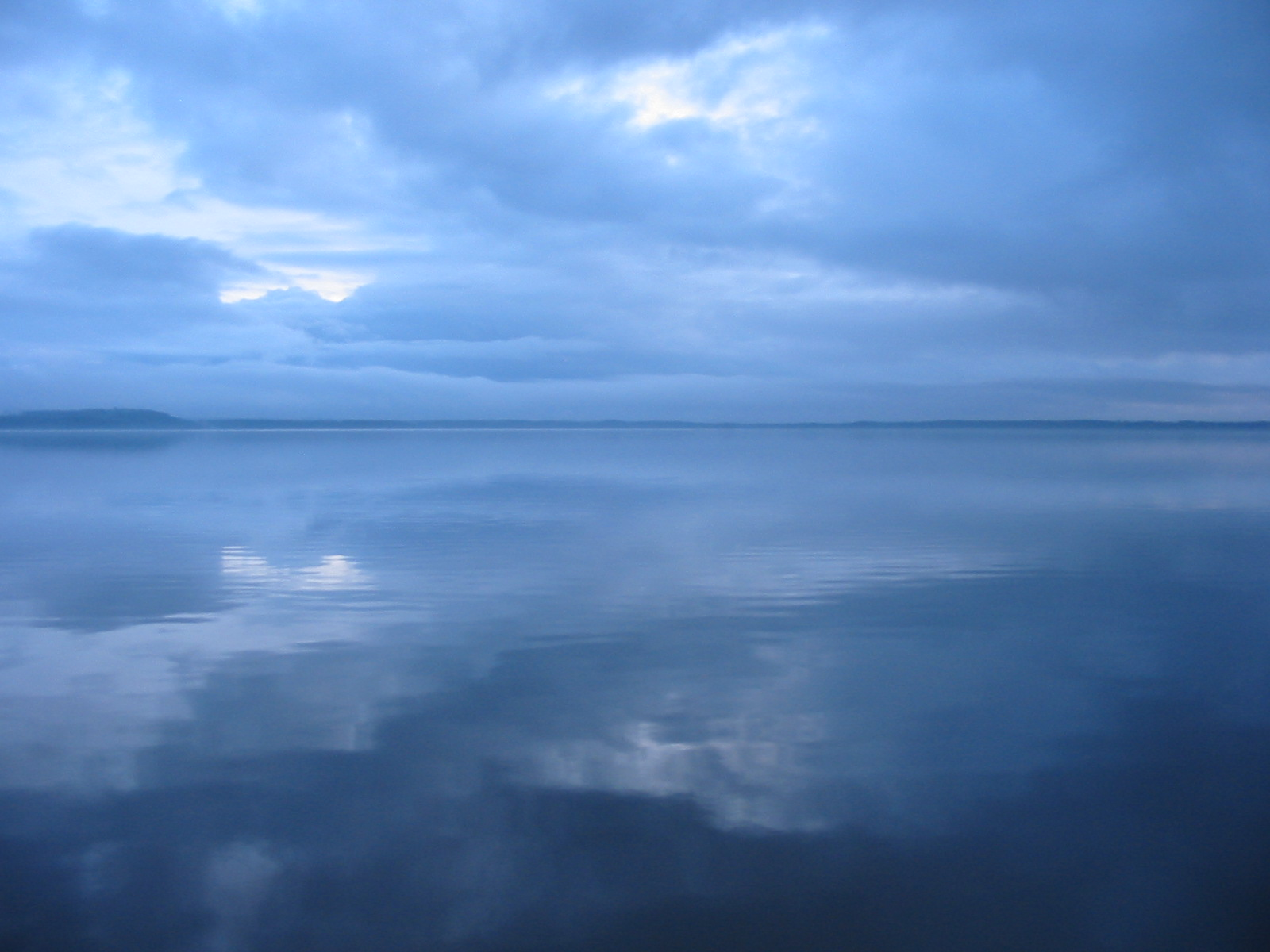
Lac Pyhäjärvi à Tammela.
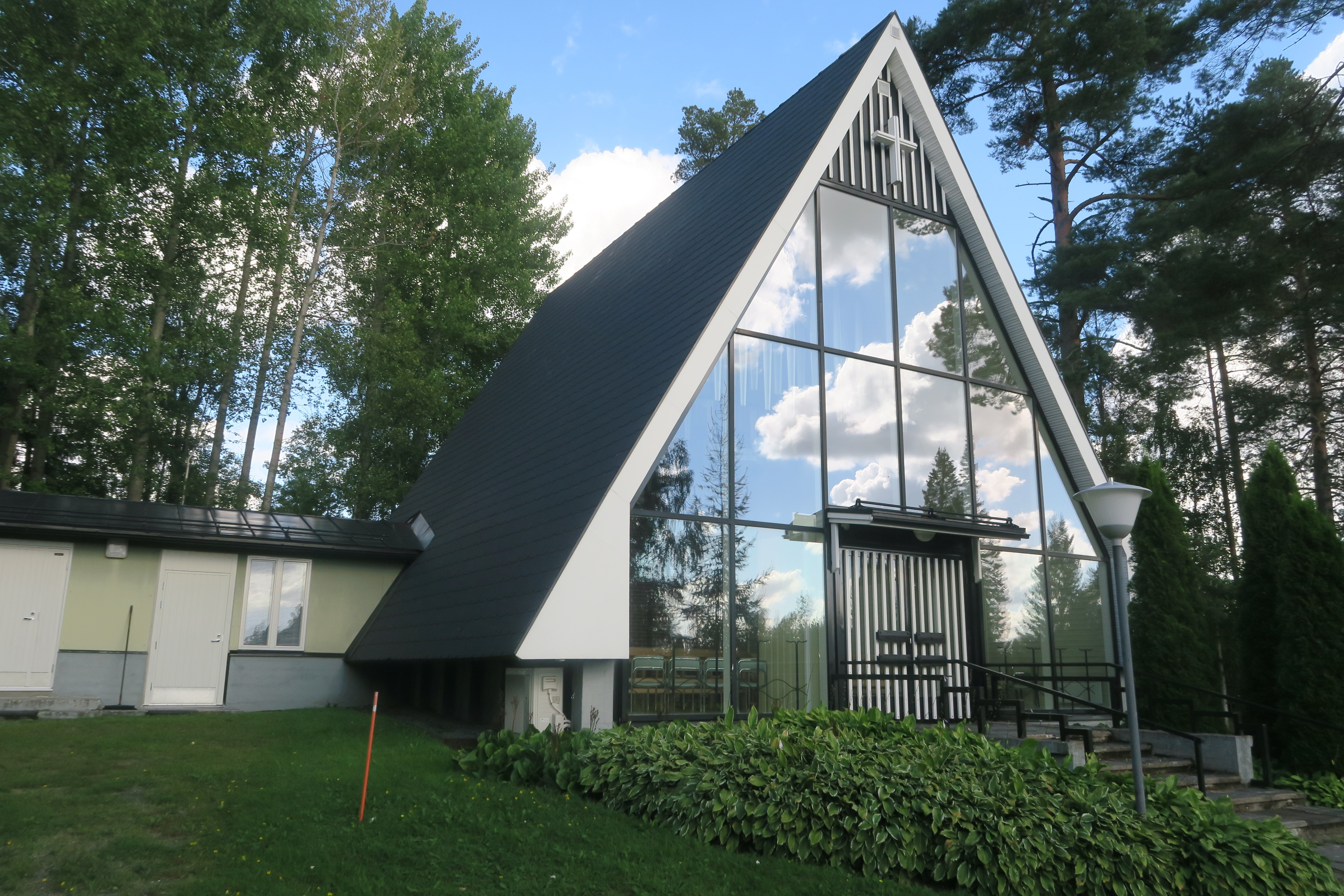
Chapelle de Torro.

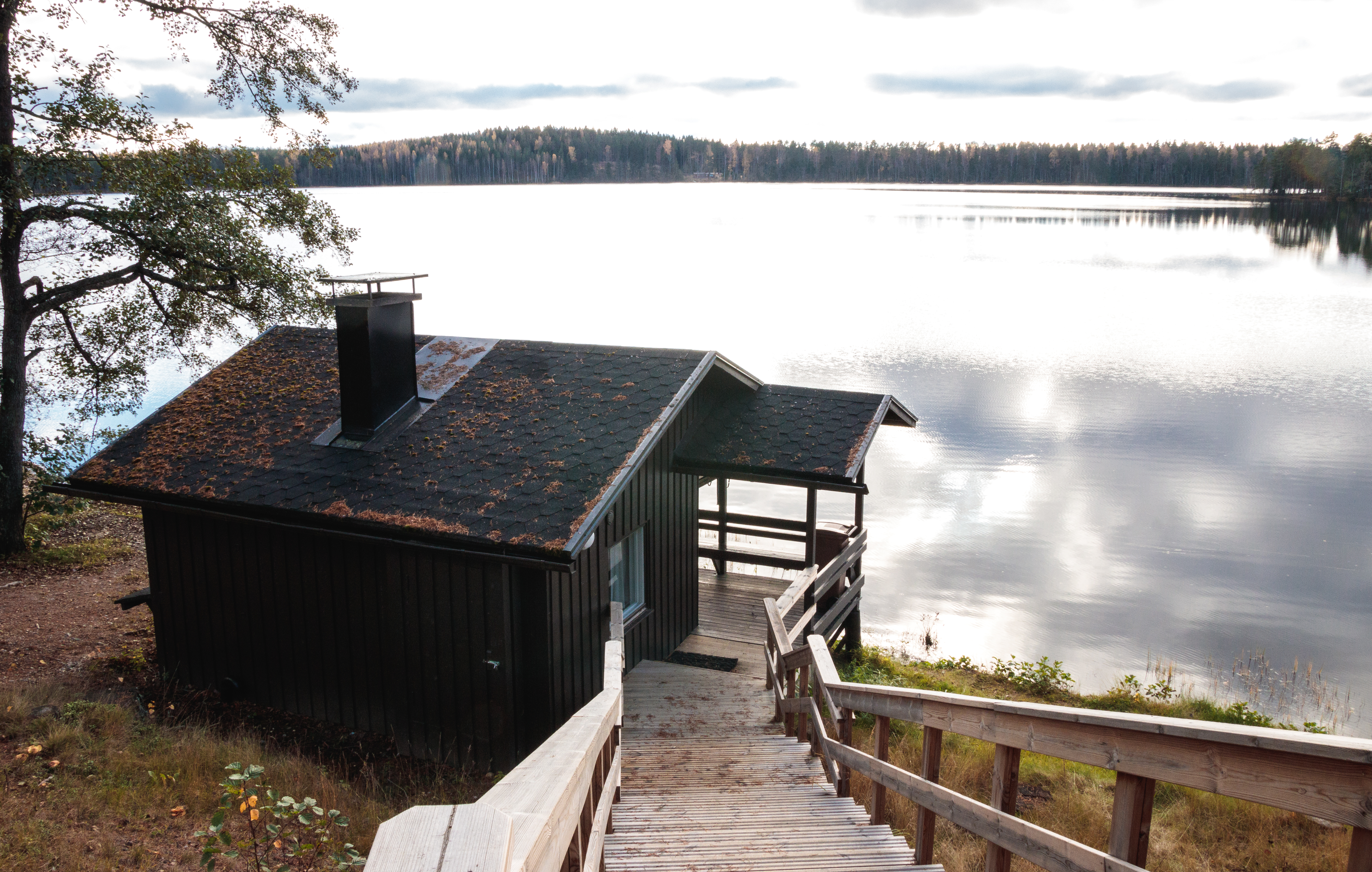
Eerikkilä.
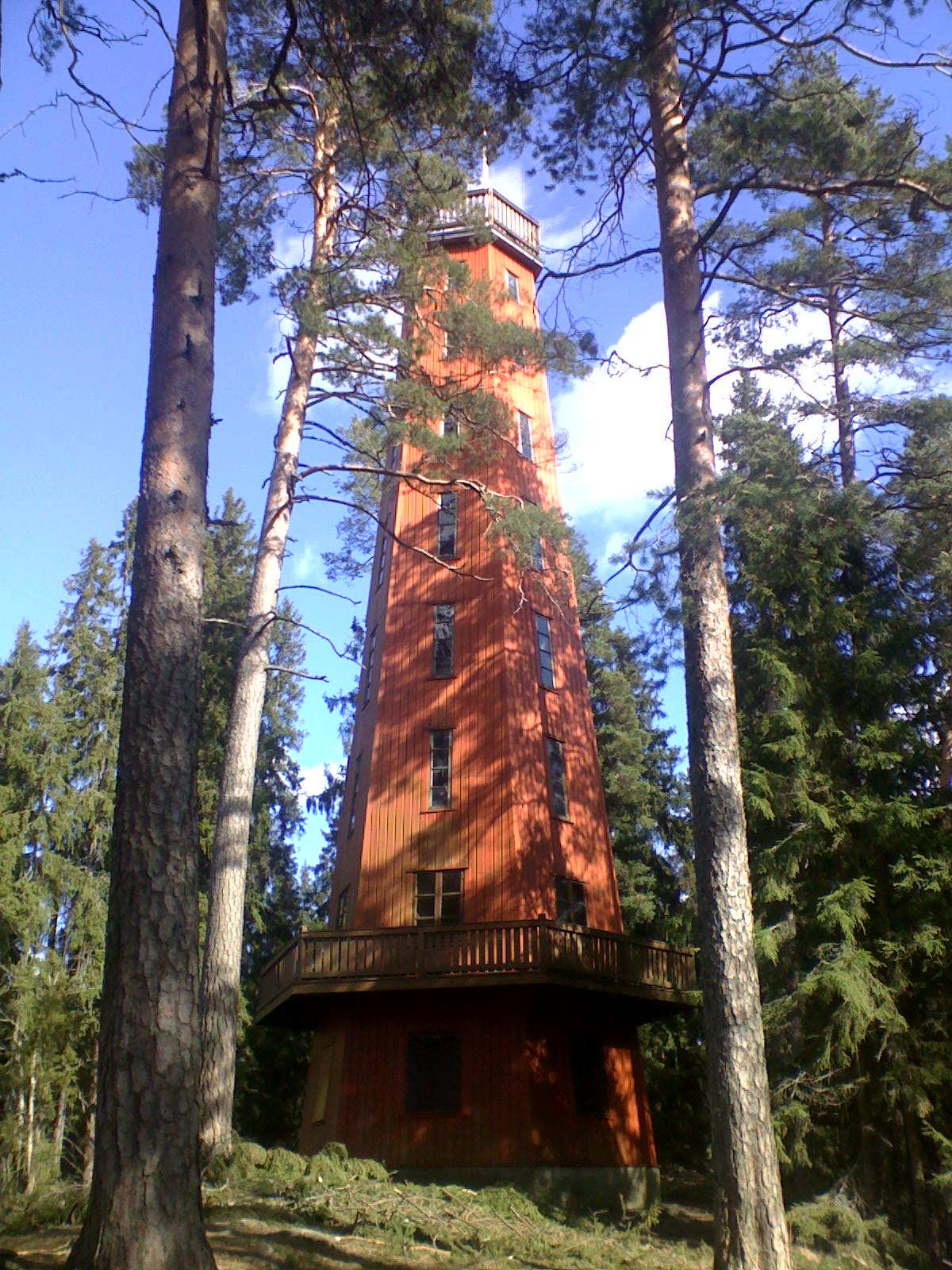
Tour d'observation de Kaukolanharju.
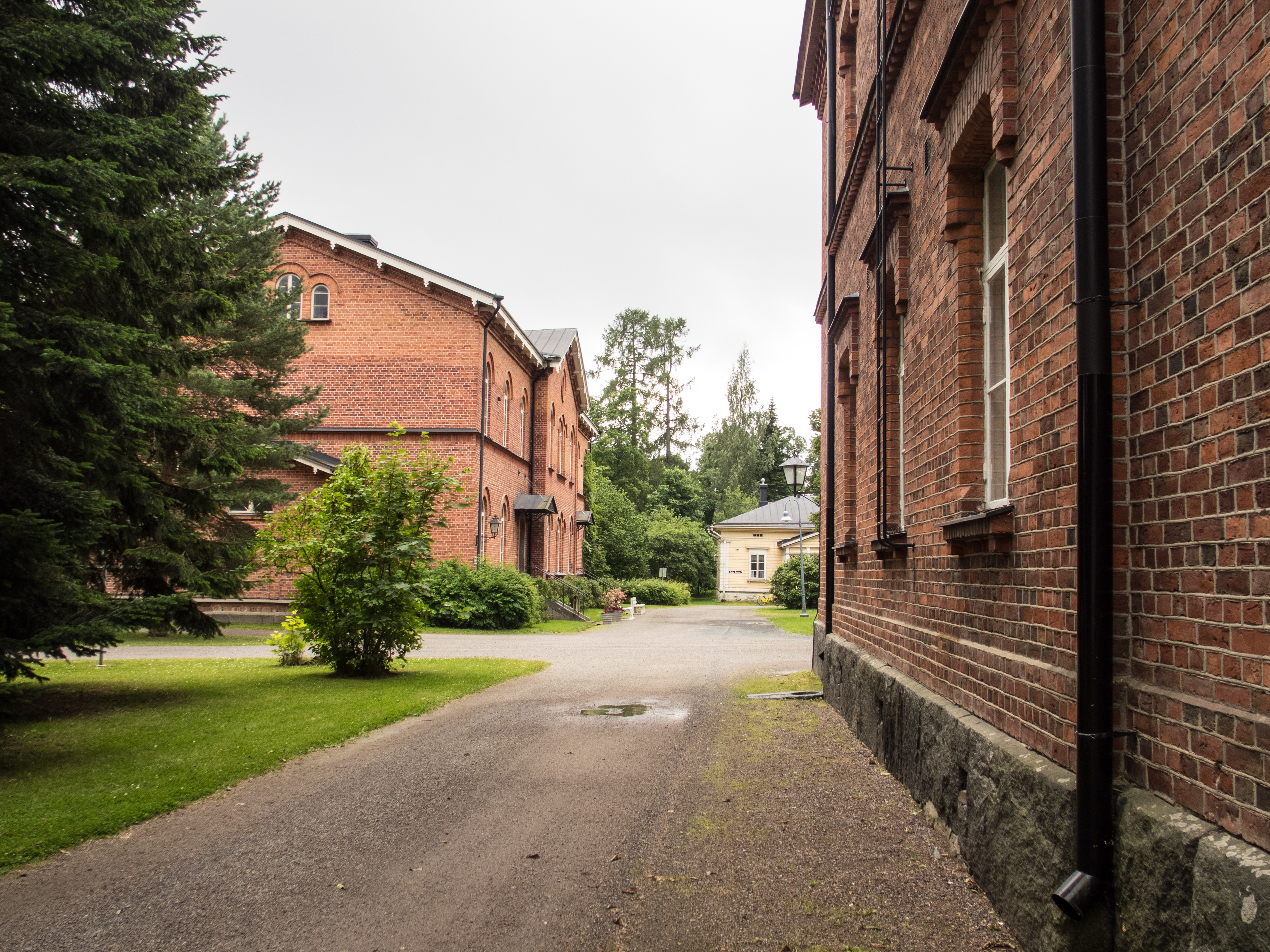
Institut agricole de Mustiala.
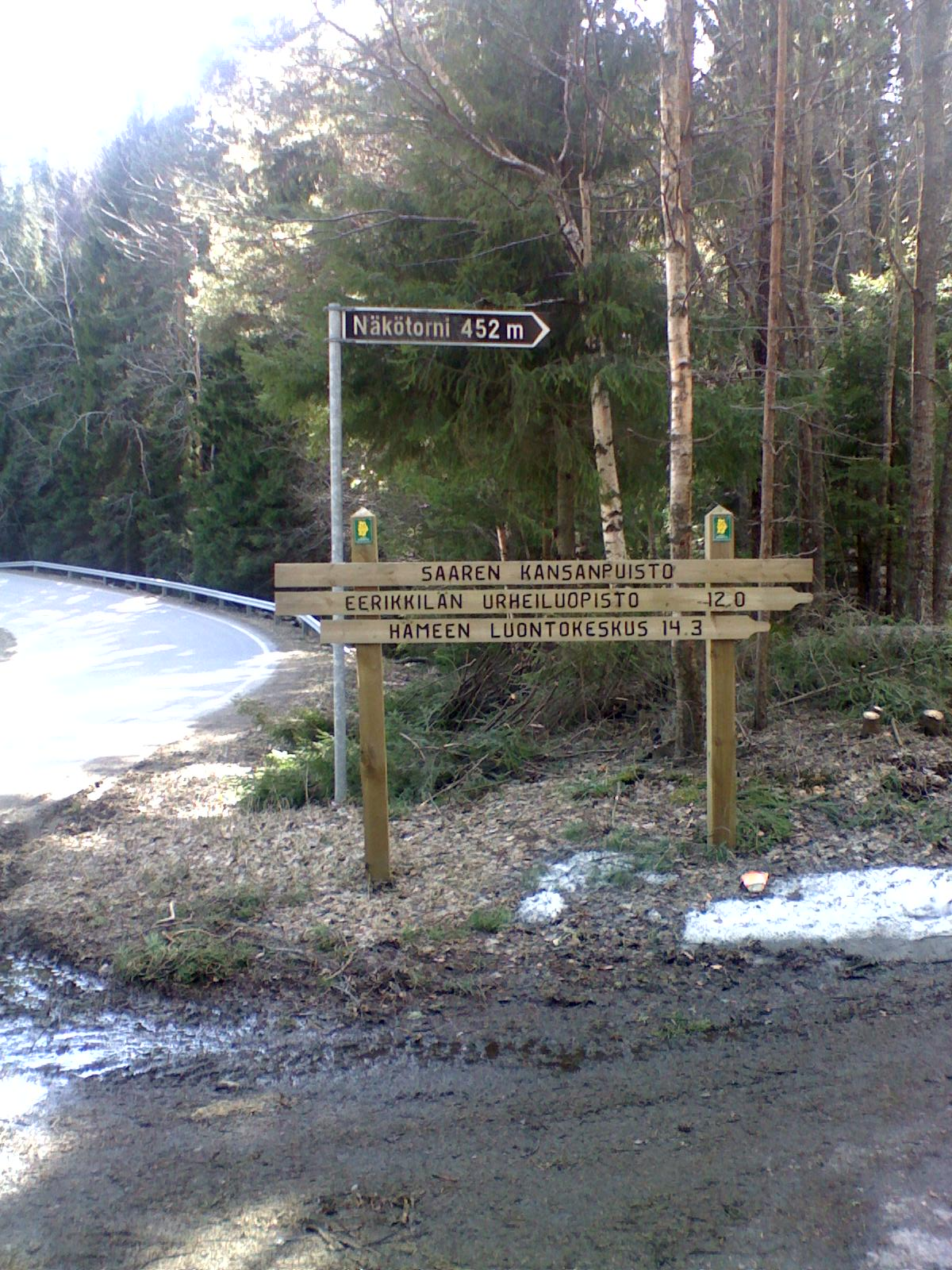
Parc de Saari.